# Élie Chouraqui

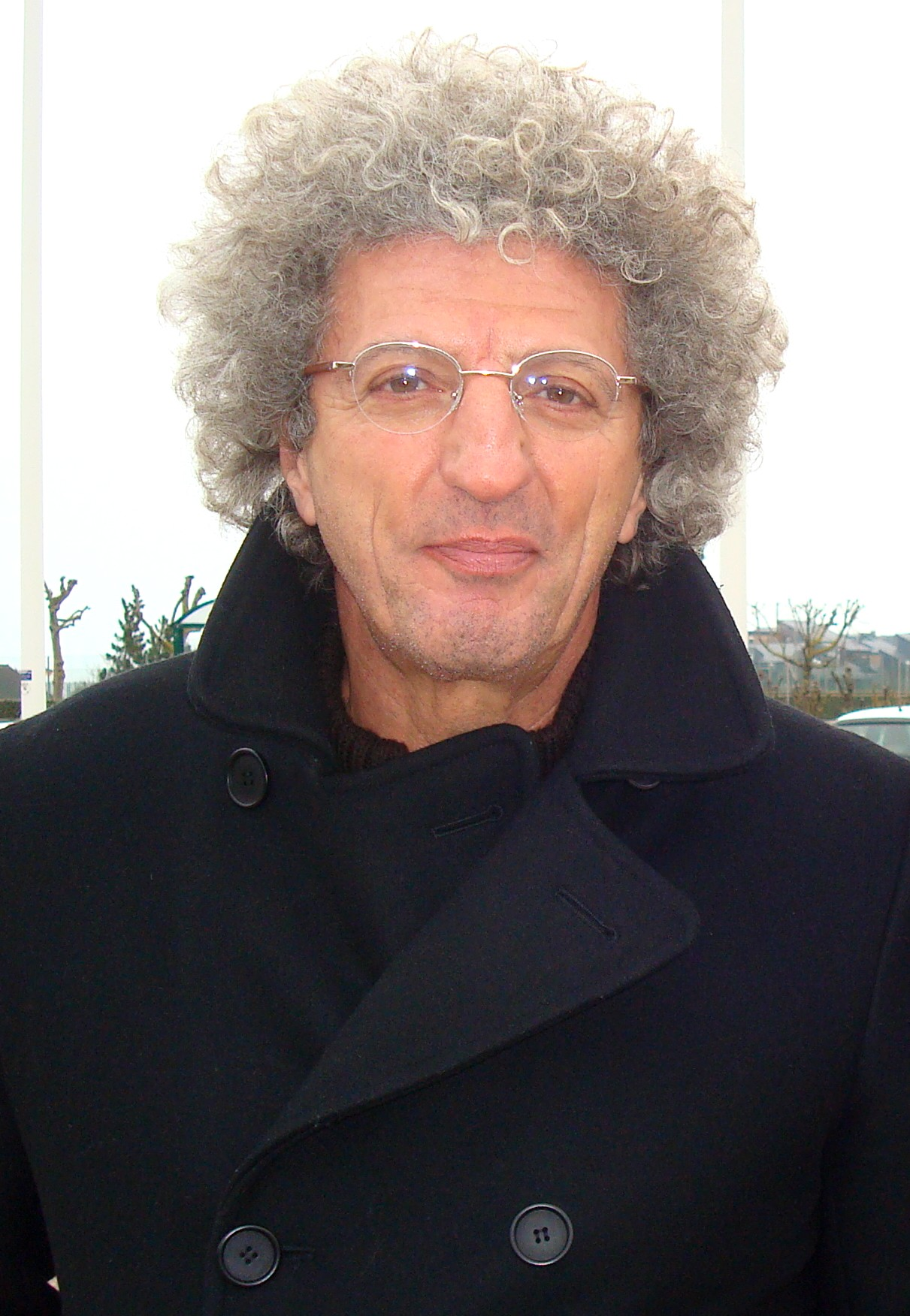
Élie Chouraqui, 2010

Élie Chouraqui (* 3. Juli 1950 in Paris) ist ein französischer Filmregisseur, Drehbuchautor, Schauspieler, Filmproduzent und Volleyballspieler.

## Leben
Élie Chouraqui wurde im 19. Arrondissement in Paris in eine sephardische Familie, die aus Algerien nach Frankreich eingewandert war, geboren. Er wuchs mit drei Geschwistern auf.

### Volleyball
Seit seiner Schulzeit spielte Chouraqui Volleyball. Mit 16 Jahren wurde er Mitglied des Racing Club de France, wo er schnell Karriere machte. Von 1966 bis 1969 war er Kapitän der Èquipe de France espoirs, 1970 und 1974 von France A. Mit Racing war er dreimal französischer Meister (1969, 1970, 1971). Er nahm an 112 Länderspielen der französischen Nationalmannschaft teil, darunter auch an Europameisterschaften sowie an Europacupspielen. Im Alter von 25 Jahren beendete er seine Volleyball-Karriere.

## Film und Theater
1969 lernte er Claude Lelouch kennen, als er für France Soir als Sportjournalist arbeitete. Lelouch beschäftigte ihn in seinem Film Smic Smac Smoc (1971) in seiner technischen Crew und  gab ihm 1972 in L’aventure c’est l’aventure eine erste kleine Filmrolle.  Lelouch engagierte ihn später noch für vier weitere Filme als Schauspieler. Ab 1973 arbeitete er als Regieassistent für Lelouch, ab 1974 auch für andere Regisseure. 1978 war er Regieassistent in Ariane Mnouchkines Molière-Film. 1978 drehte er mit Meine erste Liebe (Mon Premier Amour) seinen ersten Spielfilm, für den er auch das Drehbuch schrieb. Die Filmmusik komponierte  Michel Legrand, Kameramann war Bernard Zitzermann, den er von seiner Zusammenarbeit mit Mnouchkine kannte. Sein Regieassistent war Régis Wargnier, der später mehrfach mit einem César sowie mit einem Oscar ausgezeichnet wurde. Auch für die meisten seiner folgenden Filme schrieb er das Drehbuch selbst.
1984 drehte er mit einer Starbesetzung den Film Duett zu dritt (Paroles et musique) mit Catherine Deneuve, Christopher Lambert, Richard Anconina und Charlotte Gainsbourg in den Hauptrollen. 1995 lief sein Film Les menteurs in Berlin im Wettbewerb um den Goldenen Bären, erhielt aber keine Auszeichnung.
2000 drehte er Harrison’s Flowers, der mit Andie MacDowell, Elias Koteas, Brendan Gleeson, Adrien Brody, Marie Trintignant, Gerard Butler und David Strathairn hochklassig besetzt war. Das Drehbuch basiert auf dem Roman Le diable a l'avantage von Isabel Ellsen, der das Schicksal eines Journalisten und Pulitzer-Preisträgers während des Kroatienkrieges zum Thema hat.
2005/6 produzierte und drehte er das epische Filmdrama O Jerusalem über den arabisch-israelischen Konflikt nach dem Buch von Dominique Lapierre und Larry Collins. Die Filmmusik komponierte Stephen Endelman. Der Film wurde von der internationalen Kritik mehrheitlich negativ aufgenommen. Die New York Times nannte ihn „eine Unterrichtsstunde für die Mittelstufe [. . .] und angestrengt neutral“, ein ziemlicher Brocken Film, der eher langweile als anecke.
Sein bisher letzter Film, L'origine de la violence mit Richard Berry und Michel Bouquet in den Hauptrollen erschien 2016. Der Film erzählt die Geschichte eines jungen Gymnasiallehrers, der bei einem Besuch im KZ Buchenwald ein Foto entdeckt, das seinem Vater ähnlich sieht. Zurück in Frankreich, beginnt er sich mit der Vergangenheit seiner Familie zu beschäftigen. Der Film, der in Frankreich an den Kinokassen floppte, wurde 2016 auf dem Philadelphia Jewish Film Festival mit dem Zuschauerpreis ausgezeichnet.
Chouraqui hat über einen Zeitraum von 40 Jahren insgesamt 11 Kinofilme gedreht. Er ist seit 1987 Mitglied der Société civile des Auteurs, Réalisateurs et Producteurs (ARP).

### Musicals
2004 inszenierte Chouraqui das Musical Spartacus le Gladiateur mit der Musik von Maxime Le Forestier, das am 1. Oktober 2004 im Pariser Palais des Sports Premiere hatte. Im selben Jahr erschien in der Édition Soleil ein Comic von Jean-Luc Isti und Elie Chouraqui nach dem Musical  mit dem Titel Spartacus le gladiateur 1 - Morituri te salutant mit Zeichnungen von Serge Fino.
Im Jahr 2000 inszenierte er das Musical Les Dix Commandements, das im Oktober 2000 in dem riesigen Dôme de Paris (Palais des Sports), der über 4000 Zuschauer fasst, Premiere hatte. Das Stück erreichte 1,8 Millionen Zuschauer in Paris und Umgebung und ging in den folgenden sieben Jahren international auf Tournee. Vier der Musiknummern der Show - L´Envie D´Aimer, La Peine Maximum, Mon Frère und Le Dilemme wurden in Frankreich zu Superhits und zusätzlich als Videoclips verbreitet.
2016 wurde das Stück wieder aufgenommen und ging ab Januar 2017 in Frankreich auf Tournee.

## Filmografie
Regie
- 1978: Meine erste Liebe (Mon premier amour)
- 1980: Ein Blatt Liebe (Une page d’amour, TV)
- 1982: Qu’est-ce qui fait courir David ?
- 1984: Duett zu dritt (Paroles et musique)
- 1987: Mann unter Feuer (Man on Fire)
- 1990: Miss Missouri
- 1993: Les marmottes
- 1996: Les menteurs
- 2000: Harrison’s Flowers
- 2006: Ô Jérusalem
- 2009: Celle que j’aime
- 2015: L’origine de la violence

## Preise und Auszeichnungen
- 1983: César für Qu’est-ce qui fait courir David?, bestes Originaldrehbuch, Nominierung
- 1996: Goldener Bär, Nominierung, für Les menteurs
- 2007: Political Film Society Award für Frieden für O Jerusalem

## Schriften
- Le dictionnaire de ma vie – Elie Chouraqui. Kero 2019. ISBN 978-2-36658-502-5